# Lista de futebolistas não nascidos nos Estados Unidos convocados para a Seleção Norte-Americana
Este artigo traz uma Lista com os futebolistas que não nasceram nos Estados Unidos, mas foram convocados para a Seleção nacional.
A se considerar apenas a Seleção Principal, até 2021, 247 jogadores que atuaram pela Seleção Norte-Americana eram naturais de outros países. O país com o maior número de futebolistas não-americanos que defenderam o selecionado é a Escócia (48 atletas), seguida pela Alemanha, que teve 27 jogadores nascidos em seu território convocados para defender os Estados Unidos em jogos oficiais. Futebolistas que nasceram em outros países enquanto algum familiar estava trabalhando também figuram na lista.

## Países
| País                 | Número de jogadores |
| -------------------- | ------------------- |
| Escócia              | 48                  |
| Alemanha             | 27                  |
| Inglaterra           | 25                  |
| Argentina            | 9                   |
| Hungria              | 7                   |
| Polónia              | 6                   |
| Brasil               | 5                   |
| Croácia              | 5                   |
| Peru                 | 5                   |
| Sérvia               | 5                   |
| Colômbia             | 5                   |
| Haiti                | 5                   |
| Áustria              | 4                   |
| Canadá               | 4                   |
| Nigéria              | 4                   |
| Itália               | 4                   |
| Costa Rica           | 3                   |
| Grécia               | 3                   |
| Irlanda              | 3                   |
| Jamaica              | 3                   |
| Macedônia do Norte   | 3                   |
| Irlanda do Norte     | 3                   |
| África do Sul        | 3                   |
| Portugal             | 3                   |
| Ucrânia              | 3                   |
| México               | 3                   |
| Países Baixos        | 3                   |
| Bélgica              | 2                   |
| Bolívia              | 2                   |
| Cabo Verde           | 2                   |
| China                | 2                   |
| El Salvador          | 2                   |
| França               | 2                   |
| Israel               | 2                   |
| Libéria              | 2                   |
| Montenegro           | 2                   |
| Noruega              | 2                   |
| Roménia              | 2                   |
| Espanha              | 2                   |
| Uruguai              | 2                   |
| Dinamarca            | 2                   |
| Bermudas             | 1                   |
| Bósnia e Herzegovina | 1                   |
| Camarões             | 1                   |
| Chéquia              | 1                   |
| Equador              | 1                   |
| Egito                | 1                   |
| Gana                 | 1                   |
| Martinica            | 1                   |
| Nicarágua            | 1                   |
| Nova Zelândia        | 1                   |
| Eslovênia            | 1                   |
| Suécia               | 1                   |
| Suíça                | 1                   |
| Tanzânia             | 1                   |
| Togo                 | 1                   |
| Trinidad e Tobago    | 1                   |
| Turquia              | 1                   |
| País de Gales        | 1                   |

## Os estrangeiros que defenderam a Seleção dos Estados Unidos
Lista atualizada em 11 de setembro de 2024; os jogadores em negrito são os que atualmente defendem a Seleção.
| País onde nasceu     | Jogador                | Partidas | Gols | Estreia | Despedida | Notas | Ref.   |
| -------------------- | ---------------------- | -------- | ---- | ------- | --------- | --- | ------ |
| Argentina            | Tony Bonezzi           | 1        | 0    | 1961    | 1961      | Jogaria posteriormente pela Seleção Israelense. |        |
| Argentina            | Ivan Borodiak          | 1        | 0    | 1964    | 1964      | |        |
| Argentina            | Efrain Chacurian       | 4        | 1    | 1953    | 1954      | |        |
| Argentina            | Dan Califano           | 1        | 0    | 1973    | 1973      | |        |
| Argentina            | Angelo DiBernardo      | 20       | 3    | 1979    | 1985      | |        |
| Argentina            | Paul DiBernardo        | 1        | 0    | 1985    | 1985      | |        |
| Argentina            | Miguel Malizewski      | 3        | 0    | 1968    | 1968      | |        |
| Argentina            | Pablo Mastroeni        | 65       | 0    | 2001    | 2009      | | [ 2 ]  |
| Argentina            | Mike Noha              | 1        | 0    | 1964    | 1964      | |        |
| Áustria              | Carl Fister            | 2        | 1    | 1960    | 1960      | |        |
| Áustria              | Rudy Kuntner           | 2        | 2    | 1928    | 1928      | |        |
| Áustria              | Mike Winter            | 6        | 0    | 1972    | 1973      | |        |
| Áustria              | Wally Ziaja            | 4        | 0    | 1973    | 1973      | |        |
| Bélgica              | Alain Maca             | 5        | 0    | 1973    | 1975      | |        |
| Bélgica              | Joe Maca               | 3        | 1    | 1950    | 1950      | |        |
| Bermudas             | Dale Russell           | 1        | 0    | 1978    | 1978      | |        |
| Bolívia              | Windsor del Llano      | 1        | 0    | 1973    | 1973      | Jogaria posteriormente pela Seleção Boliviana (30 partidas e um gol entre 1975 e 1981). |        |
| Bolívia              | Carlos Scott           | 1        | 0    | 1975    | 1975      | |        |
| Bósnia e Herzegovina | Boris Bandov           | 33       | 2    | 1976    | 1983      | Nasceu na atual Bósnia e Herzegovina (então parte da Iugoslávia). |        |
| Brasil               | Alex Ely               | 4        | 0    | 1960    | 1965      | |        |
| Brasil               | Benny Feilhaber        | 44       | 2    | 2007    | 2017      | | [ 3 ]  |
| Brasil               | Carlos Metidieri       | 8        | 0    | 1973    | 1973      | |        |
| Brasil               | Curt Onalfo            | 1        | 0    | 1988    | 1988      | |        |
| Brasil               | Jorge Siega            | 8        | 0    | 1973    | 1973      | |        |
| Camarões             | Tony Tchani            | 1        | 0    | 2016    | 2016      | Anteriormente, jogava pela Seleção Camaronesa. | [ 4 ]  |
| Canadá               | Teal Bunbury           | 4        | 1    | 2010    | 2012      | Defendeu o Canadá nas categorias de base. | [ 5 ]  |
| Canadá               | Fred Cameron           | 5        | 0    | 1959    | 1969      | |        |
| Canadá               | Mark Chung             | 24       | 2    | 1992    | 1998      | |        |
| Canadá               | John Kerr Jr.          | 16       | 2    | 1984    | 1995      | |        |
| Cabo Verde           | John DeBrito           | 6        | 0    | 1991    | 1992      | Nasceu em Cabo Verde (então colônia portuguesa). |        |
| Cabo Verde           | Pedro DeBrito          | 1        | 0    | 1983    | 1983      | Nasceu em Cabo Verde (então colônia portuguesa). |        |
| China                | Mike Ivanow            | 10       | 0    | 1973    | 1975      | |        |
| China                | Archie Roboostoff      | 7        | 0    | 1973    | 1975      | |        |
| Colômbia             | Jesús Ferreira         | 23       | 15   | 2020    | 2023      | | [ 6 ]  |
| Colômbia             | Jorge Acosta           | 12       | 0    | 1991    | 1992      | |        |
| Colômbia             | Juan Agudelo           | 28       | 3    | 2010    | 2018      | | [ 7 ]  |
| Colômbia             | Diego Gutiérrez        | 1        | 0    | 2001    | 2001      | | [ 8 ]  |
| Colômbia             | Carlos Llamosa         | 29       | 0    | 1998    | 2002      | |        |
| Costa Rica           | Ringo Cantillo         | 11       | 0    | 1979    | 1982      | |        |
| Costa Rica           | Sergio Mora            | 1        | 0    | 1972    | 1972      | |        |
| Costa Rica           | David Quezada          | 1        | 0    | 1995    | 1995      | |        |
| Croácia              | Tom Cecic              | 1        | 0    | 1968    | 1968      | Nasceu na atual Croácia (então parte da Iugoslávia). |        |
| Croácia              | Tony Donlic            | 7        | 0    | 1977    | 1977      | Nasceu na atual Croácia (então parte da Iugoslávia). |        |
| Croácia              | Fred Grgurev           | 14       | 1    | 1973    | 1976      | Nasceu na atual Croácia (então parte da Iugoslávia). |        |
| Croácia              | Mark Liveric           | 16       | 3    | 1973    | 1980      | Nasceu na atual Croácia (então parte da Iugoslávia). |        |
| Croácia              | Njego Pesa             | 7        | 0    | 1979    | 1982      | |        |
| Chéquia              | Miro Rys               | 3        | 1    | 1976    | 1976      | Nasceu na atual República Checa (então parte da Checoslováquia). |        |
| Dinamarca            | Svend Engedal          | 3        | 0    | 1956    | 1957      | |        |
| Dinamarca            | Kristoffer Lund        | 5        | 0    | 2023    | 2024      | Filho de uma norte-americana, representou as seleções de base da Dinamarca. |        |
| Equador              | Chico Borja            | 11       | 3    | 1982    | 1988      | |        |
| Egito                | Amr Aly                | 8        | 0    | 1984    | 1985      | |        |
| El Salvador          | Miguel López           | 1        | 0    | 1977    | 1977      | |        |
| El Salvador          | Hugo Ernesto Pérez     | 73       | 13   | 1984    | 1994      | |        |
| Inglaterra           | John Best              | 1        | 0    | 1973    | 1973      | |        |
| Inglaterra           | Gordon Bradley         | 1        | 0    | 1973    | 1973      | |        |
| Inglaterra           | Michael Brady          | 3        | 0    | 1984    | 1985      | |        |
| Inglaterra           | George Brown           | 1        | 0    | 1957    | 1957      | |        |
| Inglaterra           | Cameron Carter-Vickers | 18       | 0    | 2017    | 2024      | | [ 9 ]  |
| Inglaterra           | Paul Child             | 2        | 0    | 1973    | 1973      | |        |
| Inglaterra           | Elvis Comrie           | 4        | 0    | 1984    | 1984      | |        |
| Inglaterra           | Irving Davis           | 5        | 0    | 1924    | 1925      | |        |
| Inglaterra           | Dom Dwyer              | 4        | 2    | 2017    | 2017      | | [ 10 ] |
| Inglaterra           | Gary Etherington       | 7        | 0    | 1977    | 1979      | |        |
| Inglaterra           | Alan Green             | 1        | 0    | 1984    | 1984      | |        |
| Inglaterra           | Dick Hall              | 4        | 0    | 1973    | 1975      | |        |
| Inglaterra           | Alan Hamlyn            | 4        | 0    | 1972    | 1975      | |        |
| Inglaterra           | Mick Hoban             | 1        | 0    | 1973    | 1973      | |        |
| Inglaterra           | Bernie James           | 2        | 0    | 1988    | 1988      | |        |
| Inglaterra           | Barry Mahy             | 4        | 0    | 1973    | 1973      | |        |
| Inglaterra           | Alan Merrick           | 1        | 0    | 1983    | 1983      | Defendeu a Inglaterra nas categorias de base. |        |
| Inglaterra           | George Moorhouse       | 7        | 0    | 1926    | 1934      | |        |
| Inglaterra           | Mike Renshaw           | 2        | 0    | 1973    | 1973      | |        |
| Inglaterra           | Giovanni Reyna         | 31       | 8    | 2020    | 2024      | |        |
| Inglaterra           | Antonee Robinson       | 46       | 4    | 2018    | 2024      | | [ 11 ] |
| Inglaterra           | Arthur Rudd            | 2        | 0    | 1924    | 1924      | |        |
| Inglaterra           | Terry Springthorpe     | 2        | 0    | 1953    | 1957      | |        |
| Inglaterra           | Roy Turner             | 2        | 0    | 1973    | 1973      | |        |
| França               | Jeremy Ebobisse        | 1        | 0    | 2019    |           | | [ 12 ] |
| França               | Romain Gall            | 1        | 0    | 2018    | 2018      | | [ 13 ] |
| Alemanha             | Orest Banach           | 4        | 0    | 1969    | 1972      | |        |
| Alemanha             | Terrence Boyd          | 14       | 0    | 2012    | 2016      | Nasceu na Alemanha Ocidental. | [ 14 ] |
| Alemanha             | John Anthony Brooks    | 45       | 3    | 2013    | 2021      | Defendeu a Alemanha mas categorias de base. | [ 15 ] |
| Alemanha             | Timothy Chandler       | 29       | 1    | 2011    | 2016      | Nasceu na Alemanha Ocidental. | [ 16 ] |
| Alemanha             | Otto Decker            | 1        | 2    | 1953    | 1953      | |        |
| Alemanha             | Rolf Decker            | 4        | 0    | 1953    | 1955      | |        |
| Alemanha             | Thomas Dooley          | 81       | 7    | 1992    | 1999      | Nasceu na Alemanha Ocidental. |        |
| Alemanha             | Dieter Ficken          | 1        | 0    | 1972    | 1972      | |        |
| Alemanha             | Julian Gressel         | 6        | 0    | 2023    | 2023      | Imigrou para os Estados Unidos para estudar na Providence College, em 2013. | [ 17 ] |
| Alemanha             | Jermaine Jones         | 69       | 4    | 2010    | 2017      | Nasceu na Alemanha Ocidental. Anteriormente, jogava pela Seleção Alemã. | [ 18 ] |
| Alemanha             | Fabian Johnson         | 57       | 2    | 2011    | 2017      | Nasceu na Alemanha Ocidental. Defendeu a Alemanha mas categorias de base. | [ 19 ] |
| Alemanha             | Jerome Kiesewetter     | 2        | 0    | 2016    | 2016      | | [ 20 ] |
| Alemanha             | Cornell Krieger        | 4        | 0    | 1965    | 1965      | |        |
| Alemanha             | Lennard Maloney        | 2        | 0    | 2023    | 2023      | | [ 21 ] |
| Alemanha             | Michael Mason          | 5        | 0    | 1997    | 1997      | Nasceu na Alemanha Ocidental. |        |
| Alemanha             | Alfredo Morales        | 16       | 0    | 2013    | 2019      | Nasceu na Alemanha Ocidental. | [ 22 ] |
| Alemanha             | Horst Rick             | 1        | 0    | 1964    | 1964      | |        |
| Alemanha             | Willy Roy              | 20       | 9    | 1965    | 1973      | |        |
| Alemanha             | Manfred Seissler       | 1        | 0    | 1973    | 1973      | |        |
| Alemanha             | Alex Skotarek          | 10       | 0    | 1975    | 1976      | |        |
| Alemanha             | Malik Tillman          | 14       | 0    | 2022    | 2024      | Defendeu anteriormente as seleções de base da Alemanha. | [ 23 ] |
| Alemanha             | Timothy Tillman        | 1        | 0    | 2024    | 2024      | Defendeu anteriormente as seleções de base da Alemanha. | [ 24 ] |
| Alemanha             | David Wagner           | 8        | 0    | 1996    | 1998      | Nasceu na Alemanha Ocidental. Defendeu a Alemanha mas categorias de base. |        |
| Alemanha             | Danny Williams         | 23       | 2    | 2011    | 2017      | Nasceu na Alemanha Ocidental. Defendeu a Alemanha mas categorias de base. | [ 25 ] |
| Alemanha             | Mike Windischmann      | 50       | 0    | 1984    | 1990      | Nasceu na Alemanha Ocidental. |        |
| Alemanha             | Andrew Wooten          | 1        | 0    | 2015    | 2015      | Nasceu na Alemanha Ocidental. | [ 26 ] |
| Alemanha             | David Yelldell         | 1        | 0    | 2011    | 2011      | Nasceu na Alemanha Ocidental. | [ 27 ] |
| Gana                 | Freddy Adu             | 17       | 2    | 2006    | 2011      | | [ 28 ] |
| Grécia               | George Athineos        | 1        | 1    | 1953    | 1953      | |        |
| Grécia               | Frank Klopas           | 39       | 12   | 1987    | 1995      | |        |
| Grécia               | John Lignos            | 1        | 0    | 1982    | 1982      | |        |
| Haiti                | Dave Cayemitte         | 1        | 0    | 1984    | 1984      | |        |
| Haiti                | Ronil Dufrene          | 2        | 0    | 1991    | 1991      | |        |
| Haiti                | Pat Fidelia            | 1        | 0    | 1979    | 1979      | |        |
| Haiti                | Joe Gaetjens           | 1        | 0    | 1950    | 1950      | Anteriormente, jogava pela Seleção Haitiana. |        |
| Haiti                | Jacques LaDouceur      | 10       | 2    | 1984    | 1985      | |        |
| Hungria              | Jim Benedek            | 4        | 0    | 1968    | 1968      | |        |
| Hungria              | Andy Cziotka           | 4        | 0    | 1965    | 1965      | |        |
| Hungria              | Sandy Feher            | 2        | 0    | 1968    | 1968      | |        |
| Hungria              | Bob Gansler            | 5        | 0    | 1968    | 1968      | |        |
| Hungria              | Charles Horvath        | 1        | 0    | 1964    | 1964      | |        |
| Hungria              | Andy Mate              | 1        | 0    | 1964    | 1964      | |        |
| Hungria              | Juli Veee              | 4        | 2    | 1976    | 1982      | Defendeu a Hungria nas categorias de base. |        |
| Irlanda              | Cornelius Casey        | 4        | 1    | 1954    | 1954      | |        |
| Irlanda              | Kenny Finn             | 2        | 0    | 1960    | 1961      | |        |
| Irlanda              | Ed Kelly               | 2        | 0    | 1974    | 1974      | |        |
| Israel               | Ben Zinn               | 1        | 0    | 1959    | 1959      | |        |
| Israel               | Abbie Wolanow          | 1        | 0    | 1961    | 1961      | |        |
| Itália               | Tony Crescitelli       | 1        | 0    | 1983    | 1983      | |        |
| Itália               | Emmanuel Sabbi         | 1        | 0    | 2023    | 2023      | Imigrou para os Estados Unidos na juventude. | [ 29 ] |
| Itália               | Paul Scurti            | 1        | 0    | 1975    | 1975      | |        |
| Itália               | Steve Sengelmann       | 1        | 0    | 1986    | 1986      | |        |
| Jamaica              | Jeff Cunningham        | 14       | 1    | 2001    | 2010      | Anteriormente, jogava pela Seleção Jamaicana. | [ 30 ] |
| Jamaica              | Colin Fowles           | 18       | 0    | 1977    | 1980      | |        |
| Jamaica              | Robin Fraser           | 27       | 0    | 1988    | 2001      | |        |
| Libéria              | Doc Lawson             | 1        | 0    | 1979    | 1979      | |        |
| Libéria              | Darlington Nagbe       | 25       | 1    | 2015    | 2018      | | [ 31 ] |
| Macedônia do Norte   | Ane Mihailovich        | 5        | 0    | 1977    | 1977      | Nasceu na atual Macedónia do Norte (então parte da Iugoslávia). |        |
| Macedônia do Norte   | George Nanchoff        | 10       | 1    | 1977    | 1979      | Nasceu na atual Macedónia do Norte (então parte da Iugoslávia). |        |
| Macedônia do Norte   | Louis Nanchoff         | 10       | 1    | 1979    | 1980      | Born in the SFR Yugoslavia |        |
| Martinica            | David Régis            | 28       | 0    | 1998    | 2002      | Nasceu na Martinica (território ultramarino francês). |        |
| México               | Martín Vásquez         | 7        | 0    | 1996    | 1997      | Anteriormente, jogava pela Seleção Mexicana. |        |
| México               | William Yarbrough      | 3        | 0    | 2015    | 2016      | | [ 32 ] |
| México               | Alejandro Zendejas     | 7        | 1    | 2023    | 2023      | Imigrou para os Estados Unidos na juventude. Chegou a representar as seleções de base e principal do México, chegando a ser denunciado por não ter consultado ou apresentar uma mudança de seleção, violando as regras da FIFA. | [ 33 ] |
| Montenegro           | Sadri Gjonbalaj        | 5        | 1    | 1986    | 1993      | |        |
| Montenegro           | Mirsad Huseinovic      | 1        | 0    | 1992    | 1992      | Nasceu em Montenegro (então parte da Iugoslávia). |        |
| Países Baixos        | Sergiño Dest           | 33       | 2    | 2019    | 2024      | | [ 34 ] |
| Países Baixos        | Hank Liotart           | 4        | 0    | 1975    | 1975      | |        |
| Países Baixos        | Earnie Stewart         | 101      | 17   | 1990    | 2004      | |        |
| Nicarágua            | Bayardo Abaunza        | 3        | 0    | 1965    | 1969      | |        |
| Nigéria              | George Bello           | 7        | 0    | 2021    | 2022      | |        |
| Nigéria              | Ade Coker              | 5        | 3    | 1984    | 1984      | |        |
| Nigéria              | Jean Harbor            | 15       | 0    | 1992    | 1997      | |        |
| Nigéria              | Ugo Ihemelu            | 2        | 0    | 2006    | 2009      | | [ 35 ] |
| Irlanda do Norte     | Dale Ervine            | 5        | 0    | 1985    | 1993      | |        |
| Irlanda do Norte     | Cecil Moore            | 1        | 0    | 1953    | 1953      | Anteriormente, jogava pela Seleção Irlandesa, embora tenha nascido na Irlanda do Norte. |        |
| Irlanda do Norte     | Brian Quinn            | 48       | 1    | 1991    | 1994      | |        |
| Noruega              | Mikkel Diskerud        | 38       | 6    | 2010    | 2016      | Defendeu a Noruega nas categorias de base. | [ 36 ] |
| Noruega              | Werner Nilsen          | 2        | 0    | 1934    | 1934      | |        |
| Nova Zelândia        | Tyler Boyd             | 8        | 2    | 2019    |           | Também defendeu a Seleção Neozelandesa. | [ 37 ] |
| Peru                 | Jorge Benitez          | 2        | 0    | 1972    | 1972      | |        |
| Peru                 | Carlos Bustamente      | 1        | 0    | 1961    | 1961      | |        |
| Peru                 | Richard Green          | 1        | 0    | 1973    | 1973      | |        |
| Peru                 | Carlos Jaguande        | 2        | 0    | 1992    | 1992      | |        |
| Peru                 | George Pastor          | 7        | 0    | 1988    | 1989      | |        |
| Polónia              | Dietrich Albrecht      | 9        | 2    | 1968    | 1969      | Nasceu na atual Polónia, que na época era ocupada pela Alemanha Nazi.\| |        |
| Polónia              | Janusz Michallik       | 44       | 1    | 1991    | 1994      | |        |
| Polónia              | Jerry Panek            | 3        | 0    | 1973    | 1973      | |        |
| Polónia              | Andy Racz              | 1        | 0    | 1964    | 1964      | |        |
| Polónia              | Zenon Snylyk           | 5        | 0    | 1957    | 1961      | |        |
| Polónia              | Stefan Szefer          | 3        | 0    | 1973    | 1973      | Anteriormente, jogava pela Seleção Polonesa. |        |
| Portugal             | Altino Domingues       | 4        | 0    | 1976    | 1976      | |        |
| Portugal             | Fred Pereira           | 6        | 1    | 1977    | 1977      | |        |
| Portugal             | Telmo Pires            | 1        | 0    | 1975    | 1975      | |        |
| Roménia              | Adolph Bachmeier       | 15       | 0    | 1959    | 1969      | |        |
| Roménia              | Erhardt Kapp           | 5        | 1    | 1983    | 1985      | |        |
| Escócia              | Andy Auld              | 5        | 2    | 1926    | 1930      | |        |
| Escócia              | Barney Battles Jr.     | 1        | 0    | 1925    | 1925      | Jogaria posteriormente uma vez pela Seleção Escocesa, em 1930. |        |
| Escócia              | Jim Brown              | 4        | 1    | 1930    | 1930      | |        |
| Escócia              | Gordon Burness         | 1        | 0    | 1926    | 1926      | Anteriormente jogava pela Seleção Canadense. |        |
| Escócia              | Bill Carnihan          | 2        | 0    | 1925    | 1926      | |        |
| Escócia              | Willie Carson          | 1        | 0    | 1959    | 1959      | |        |
| Escócia              | Walter Dick            | 1        | 0    | 1934    | 1934      | |        |
| Escócia              | Neil Clarke            | 2        | 0    | 1916    | 1916      | |        |
| Escócia              | Doug Farquhar          | 1        | 0    | 1959    | 1959      | |        |
| Escócia              | Jock Ferguson          | 1        | 0    | 1925    | 1925      | |        |
| Escócia              | Thomson Ferrans        | 3        | 0    | 1937    | 1937      | |        |
| Escócia              | William Findlay        | 4        | 0    | 1924    | 1928      | |        |
| Escócia              | Jimmy Gallagher        | 5        | 1    | 1928    | 1934      | |        |
| Escócia              | Malcolm Goldie         | 1        | 0    | 1925    | 1925      | |        |
| Escócia              | Willie Herd            | 1        | 0    | 1925    | 1925      | |        |
| Escócia              | Stuart Holden          | 25       | 3    | 2008    | 2013      | | [ 38 ] |
| Escócia              | Jack Hynes             | 4        | 0    | 1949    | 1949      | |        |
| Escócia              | Findlay Kerr           | 1        | 0    | 1926    | 1926      | |        |
| Escócia              | Dominic Kinnear        | 54       | 9    | 1990    | 1993      | |        |
| Escócia              | Jack Lyons             | 2        | 0    | 1928    | 1928      | |        |
| Escócia              | Jack Marshall          | 1        | 1    | 1926    | 1926      | Anteriormente, jogava pela Seleção Escocesa. |        |
| Escócia              | John Mason             | 1        | 0    | 1977    | 1977      | |        |
| Escócia              | Charlie McCully        | 11       | 0    | 1973    | 1975      | |        |
| Escócia              | Henry McCully          | 2        | 1    | 1975    | 1975      | |        |
| Escócia              | Tommy McFarlane        | 1        | 0    | 1925    | 1925      | |        |
| Escócia              | Bart McGhee            | 3        | 1    | 1930    | 1930      | |        |
| Escócia              | Johnny McGuire         | 1        | 0    | 1925    | 1925      | |        |
| Escócia              | Ed McIlvenny           | 3        | 0    | 1950    | 1950      | |        |
| Escócia              | Willie McLean          | 2        | 0    | 1934    | 1934      | |        |
| Escócia              | Doug McMillan          | 2        | 0    | 1974    | 1974      | |        |
| Escócia              | Neil Megson            | 2        | 0    | 1988    | 1988      | |        |
| Escócia              | Peter Millar           | 13       | 9    | 1968    | 1972      | |        |
| Escócia              | Robert Millar          | 2        | 0    | 1925    | 1925      | |        |
| Escócia              | Roy Milne              | 1        | 0    | 1953    | 1953      | |        |
| Escócia              | Johnny Moore           | 11       | 0    | 1972    | 1975      | |        |
| Escócia              | Billy Morris           | 1        | 0    | 1926    | 1926      | |        |
| Escócia              | Ed Murphy              | 18       | 5    | 1955    | 1969      | |        |
| Escócia              | Tommy O'Hara           | 1        | 0    | 1982    | 1982      | |        |
| Escócia              | George O'Neill         | 2        | 0    | 1973    | 1973      | |        |
| Escócia              | David Robertson        | 1        | 0    | 1925    | 1925      | |        |
| Escócia              | Edmund Smith           | 1        | 0    | 1926    | 1926      | |        |
| Escócia              | Derek Spalding         | 1        | 0    | 1982    | 1982      | |        |
| Escócia              | Archie Stark           | 2        | 5    | 1925    | 1925      | |        |
| Escócia              | Tommy Stark            | 1        | 0    | 1925    | 1925      | |        |
| Escócia              | Tommy Steel            | 1        | 0    | 1925    | 1925      | |        |
| Escócia              | Andy Straden           | 4        | 3    | 1924    | 1924      | |        |
| Escócia              | Doug Wark              | 1        | 0    | 1975    | 1975      | |        |
| Escócia              | Alexander Wood         | 4        | 0    | 1930    | 1930      | |        |
| Sérvia               | Rudy Getzinger         | 8        | 1    | 1972    | 1973      | |        |
| Sérvia               | Ilija Mitić            | 1        | 0    | 1973    | 1973      | Nascido no Reino da Iugoslávia. |        |
| Sérvia               | Predrag Radosavljević  | 28       | 4    | 1996    | 2001      | Nascido na atual Sérvia (então parte da Iugoslávia). | [ 39 ] |
| Sérvia               | Steve Ralbovsky        | 15       | 0    | 1976    | 1978      | |        |
| Sérvia               | Scoop Stanisic         | 1        | 0    | 1993    | 1993      | |        |
| Eslovênia            | Werner Roth            | 15       | 0    | 1972    | 1975      | |        |
| África do Sul        | Andrew Parkinson       | 2        | 0    | 1984    | 1984      | |        |
| África do Sul        | John Thorrington       | 4        | 0    | 2001    | 2008      | | [ 40 ] |
| África do Sul        | Roy Wegerle            | 41       | 7    | 1992    | 1998      | |        |
| Espanha              | Santiago Formoso       | 7        | 0    | 1976    | 1977      | |        |
| Espanha              | Manuel Hernandez       | 2        | 0    | 1974    | 1974      | |        |
| Suécia               | Carl Johnson           | 2        | 0    | 1924    | 1924      | |        |
| Suíça                | Jeff Agoos             | 134      | 4    | 1988    | 2003      | |        |
| Togo                 | Gale Agbossoumonde     | 1        | 0    | 2010    | 2010      | | [ 41 ] |
| Tanzânia             | Bernard Kamungo        | 1        | 0    | 2024    | 2024      | | [ 42 ] |
| Trinidad e Tobago    | Hayden Knight          | 3        | 0    | 1984    | 1984      | |        |
| Turquia              | Dave Coskunian         | 3        | 0    | 1973    | 1974      | |        |
| Ucrânia              | Walter Chyzowych       | 3        | 0    | 1964    | 1965      | Nascido na atual Ucrânia, que na época ainda fazia parte do território polonês. |        |
| Ucrânia              | Nick Krat              | 14       | 0    | 1968    | 1972      | Nascido na atual Ucrânia, que na época era ocupada pela Alemanha Nazi. |        |
| Ucrânia              | Adam Wolanin           | 1        | 0    | 1950    | 1950      | Nascido na atual Ucrânia, que na época ainda fazia parte do território polonês. |        |
| Uruguai              | Fernando Clavijo       | 61       | 0    | 1990    | 1994      | |        |
| Uruguai              | Tab Ramos              | 81       | 8    | 1988    | 2000      | |        |
| País de Gales        | Bert Evans             | 1        | 0    | 1959    | 1959      | |        |